# Chizu Express
La Chizu Express Co.,Ltd. (智頭急行株式会社, Chizu kyūkō Kabushikigaisha) est une entreprise japonaise du troisième secteur sur le transport ferroviaire de passagers. La société étend son réseau sur les  préfectures de Hyogo, Okayama et Tottori.

## Histoire
La compagnie est fondée le 31 mai 1986 avec l'aide des responsables locaux de la préfecture de Tottori. A cette époque le siège social se trouve dans la ville de Tottori et la compagnie se nomme Chizu Railway Company. En 1994, le nom change est devient Chizu Express Company. 6 mois plus tard, la ligne Chizu Express Chizu est ouverte. Le 1er avril 2009, la société déménage et vient installer son siège social à Chizu.

## Réseau
La Chizu Express exploite une ligne entre Kamigōri et Chizu de 56,1 km.
- Ligne Chizu Express Chizu

## Tarif
| Distance      | Tarif en Yen |
| ------------- | ------------ |
| moins de 3 km | 170          |
| 4 - 6         | 230          |
| 7 - 9         | 300          |
| 10 - 12       | 360          |
| 13 - 15       | 420          |
| 16 - 18       | 480          |
| 19 - 21       | 550          |
| 22 - 24       | 610          |
| 25 - 27       | 670          |
| 28 - 30       | 730          |
| 31 - 33       | 790          |
| 34 - 36       | 860          |
| 37 - 39       | 930          |
| 40 - 42       | 990          |
| 43 - 45       | 1 050        |
| 46 - 48       | 1 110        |
| 49 - 51       | 1 170        |
| 52 - 54       | 1 230        |
| 55 - 57       | 1 300        |

## Matériel roulant
Le nom des séries HOT vient de la première lettre des noms des 3 préfectures dans lesquelles la compagnie opère. H pour Hyogo, O pour Okayama, T pour Tottori.
La société exploite deux types d'automotrice Diesel :
- série HOT3500
- série HOT7000

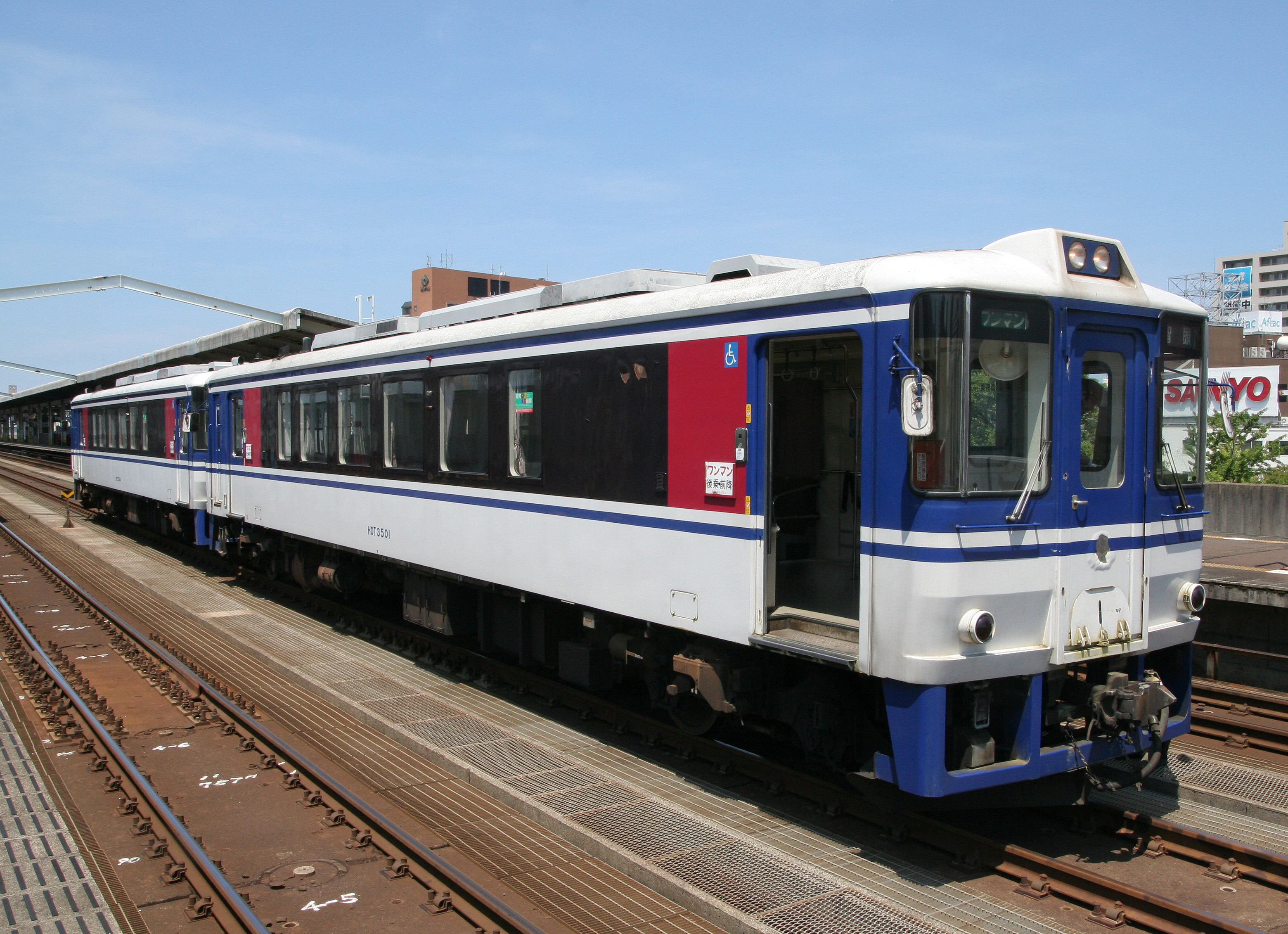
HOT3500
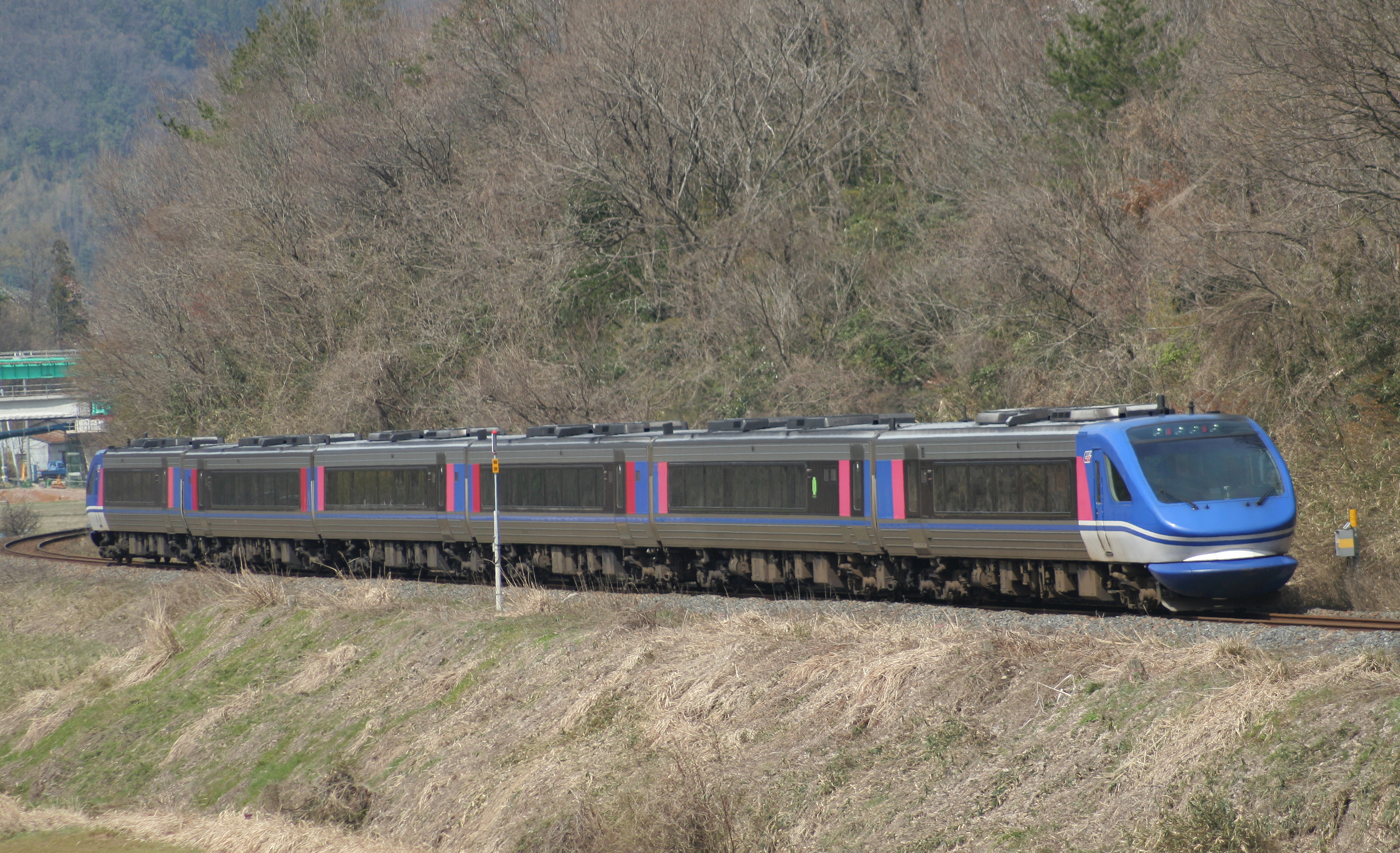
HOT7000